# Uwai Satokane
Uwai Kakuken (上井覚兼?)  (1545–1589), también conocido como Satokane, fue un samurái japonés en el período Sengoku, que sirvió al clan Shimazu . Uwai Kakuken fue un sirviente jefe del clan Shimazu y uno de los principales consejeros de Shimazu Yoshihisa . Algunas partes de su diario sobreviven como un vistazo a la corte de un daimyō del siglo XVI. 
En 1561, Kakuken tuvo su primer compromiso militar en la batalla del castillo de Meguri.  Fue nombrado criado principal en 1576,  y después de la conquista de la provincia de Hyûga en 1579 por parte de Shimazu, consiguió el castillo de Miyazaki. Kakuken participó activamente en una gran cantidad de campañas en la provincia de Higo y contra el clan Ōtomo . También apreció activamente a la poesía waka y la  a la ceremonia del té, y se sabe que fue una persona muy educada y culta. 
Kakuken tuvo que sufrir una herida muy grave en el asedio de 1586 al castillo de Iwatsurugi.  Al año siguiente, fue atacado y derrotado en Miyazaki, prefectura de Kagoshima por las fuerzas de Toyotomi Hideyoshi . Fue sometido a la autoridad de Hideyoshi, le entregó el castillo y se retiró a Ijūin en la provincia de Satsuma .  Kakuken murió varios años después, en 1589. 